# Крумово (Ямбольська область)
Кру́мово (болг. Крумово) — село в Ямбольській області Болгарії. Входить до складу общини Тунджа.

## Населення
За даними перепису населення 2011 року у селі проживали 577 осіб.
Національний склад населення села:
| Національність   | Кількість осіб | Відсоток |
| ---------------- | -------------- | -------- |
| болгари          | 519            | 90,1%    |
| цигани           | 49             | 8,5%     |
| інша             | 4              | 0,7%     |
| Всього відповіли | 576            |          |

Розподіл населення за віком у 2011 році:
Динаміка населення: